# 游仲勲
游 仲勲（ゆう ちゅうくん、1932年10月8日 - ）は、日本の経済学者。専門は、社会主義経済論、計画経済論、中国経済論、新興国経済論、華僑・華人経済論、人間の国際移動研究など。日本華僑華人学会創始者で初代会長。

## 経歴
1932年、台湾・台北で台湾人の父と日本人の母の家庭に生まれた。幼少期から日本で育ち、教育もすべて日本で受けた。兵庫県立神戸高校を卒業後、神戸大学経済学部に進学。卒業後は同大学大学院経済学研究科に進み、博士課程を修了。
熊本商科大学(現・熊本学園大学)、国際大学大学院、亜細亜大学、東邦学園大学(現・愛知東邦大学)教授を務めた。1970年、学位論文『華僑経済の研究』を神戸大学に提出して経済学博士号を取得。1984年に、中国籍から日本国籍に復帰、日本名は遊仲勲（ゆう ちゅうくん）。
学界では日本華僑華人学会会長を務め、会長を退いた後は同顧問。

## 研究内容・業績
専門は経済学で、社会主義中国の計画経済と世界の中国系諸経済（中国、香港・マカオ、台湾、海外華僑・華人の経済）の研究が多い。日本華僑華人学会（在日華僑・華人だけでなく、もっと広く世界全体に分布する華僑・華人を研究する研究者の学会。さらには広く、華僑・華人だけでなく、中国人・中国系人を研究）。

## 著作
著書
- 『華僑経済の研究』アジア経済研究所 1969
- 『東南アジアの華僑』アジア経済出版会 1970
- 新装改訂版 1983
  - 中国語版『東南亜細亜華僑経済簡論』厦門大学出版社 1987
- 『華僑政治経済論』東洋経済新報社 1976
  - 中国語版『華僑政治経済論』台湾・中華学術院南洋研究所
- 『華僑：ネットワーク化する経済民族』講談社現代新書 1990
- 『華僑は中国をどう変えるか』PHP研究所 1993
- 『華僑はアジアをどう変えるか』PHP研究所 1995
- 『世界経済の覇者：華人経営者の素顔』時事通信社 1995

共編著
- 『現代計画経済論』編著、ミネルヴァ書房 1971
- 『南北問題をみる眼』本山美彦・徳永正二郎共著、有斐閣新書 1980
- 『現代中国の計画経済』編著、ミネルヴァ書房 1982
- 『世界のチャイニーズ』編著、サイマル出版会 1991
- 『華僑華人』可児弘明との共編著、東方書店 1995
- 『華僑・華人経済』編著、ダイヤモンド社 1995
- Ethnic Chinese:Their Economy, Politics and Culture 編著, The Japan Times, 2000
- 『21世紀の華人・華僑』編著、ジャパンタイムズ 2004
- 『華僑・華人事典』斯波義信・可児弘明と共編著、弘文堂 2002

訳書
- 『世界華人エンサイクロペディア』リン・パン編、監訳、明石書店 2012[6]